# Le Portrait spirite
Le Portrait spirite er en fransk stumfilm fra 1903 af Georges Méliès.